# Gerbald
Gerbald était évêque de Liège de 785 (ou 787) à 810  et conseiller de Charlemagne. C'est sous son épiscopat que Liège subit sa première épidémie de peste.

## Liens
- Notice dans un dictionnaire ou une encyclopédie généraliste :   - Deutsche Biographie
- Notices d'autorité :   - VIAF
  - LCCN
  - GND
  - WorldCat